# 八鰓粘盲鰻
八鰓黏盲鳗，为盲鳗科黏盲鳗属的鱼类。分布於東南大西洋區海域，屬底棲魚類，棲息深度在水深46-73公尺，體長可達30公分，棲息在泥底質海域。